# William Anderson (RAAF)
William Hopton (Bill) Anderson (30 de Dezembro de 1891 – 30 de Dezembro de 1975) foi um oficial de alta-patente da Real Força Aérea Australiana. Foi piloto no Australian Flying Corps durante a Primeira Guerra Mundial, sendo condecorado com a Distinguished Flying Cross, liderando o Esquadrão N.º 3 da RAAF e o Esquadrão N.º 7 da RAAF. Foi promovido a Comodoro em 1938. Durante a Segunda Guerra Mundial, serviu como Chefe de Estado Maior, comandou a Área de Comando Central e Área de Comando Oriental, tendo alcançado o posto de Air Vice-Marshal.